# Maru (ciruela)
Maru es una variedad cultivar de ciruelo (Prunus salicina), de las denominadas ciruelas japonesas (aunque las ciruelas japonesas en realidad se originaron en China, fueron llevadas a los EE. UU. a través de Japón en el siglo XIX).
Una variedad que crio y desarrolló a finales del siglo XIX Luther Burbank en Santa Rosa (California), siendo una variedad introducida por Luther Burbank, y se dice que la importó alrededor de 1885.
Las frutas son de tamaño pequeño a medio, redondeadas, piel firme con un color rojo opaco, con pruina medianamente gruesa, y pulpa de color amarillo intenso, textura tierna y fundente, y sabor dulce junto a la piel, pero ligeramente astringente cerca del hueso, mala calidad. Tolera las zonas de rusticidad según el departamento USDA, de nivel 5 a 9.

## Etimología
Maru (まる, en japonés: círculo o redondo).

## Historia
'Maru' variedad de ciruela, de las denominadas ciruelas japonesas con base de Prunus salicina, que fue desarrollada y cultivada por primera vez en el jardín del famoso horticultor Luther Burbank en Santa Rosa (California).
Burbank realizaba investigaciones en su jardín personal y era considerado un artista del fitomejoramiento, que intentaba muchos cruces diferentes mientras registraba poca información sobre cada experimento.
Las ciruelas 'Maru' en la literatura dedicada a las ciruelas, tiene un muy evidente consenso de opinión que es poco menos que inútil. Su calidad no es alta y viene en la temporada de maduración de la variedad 'Abundance' que la supera en casi todos los caracteres. La variedad fue introducida por Luther Burbank y se dice que la importó alrededor de 1885. En Japón, este nombre se aplica a cualquier ciruela redonda, pero hasta ahora en Estados Unidos se ha restringido a esta variedad.
Está descrita por: 1. Ga. Hort. Soc. Rpt. 29. 1886. 2. Ibid. 53, 99. 1889. 3. Am. Pom. Soc. Rpt. 105, 106. 1891. 4. Rev. Hort. 515. 1891. 5. Ibid. 278. 1894. 6. Cornell Sta. Bul. 62:26. 1894. 7. Tex. Sta. Bul. 32:489. 1899. 8. Cornell Sta. Bul. 106:57. 1896. 9. Rural N. Y. 56:615. 1897. 10. Cornell Sta. Bul. 175:143. 1899. 11. Mich. Sta. Bul. 169:242, 249. 1899. 12 Waugh Plum Cult. 138. 1901. 13. Ga, Sta. Bul. 68:9, 31. 1905.

## Características
'Maru' es un árbol grande, falto de vigor, ancho vasiforme, de copa densa, improductivo, algo susceptible a los ataques de hongos perforantes. Temporada de floración temprana; flores que aparecen después de las hojas, llevado en racimos en espuelas laterales, en grupos de tres o cuatro, con el pistilo más largo que los estambres, mejora con buenos polinizadores tal como 'Golden Japan', 'Friar', 'Santa Rosa' y 'Laroda', que tiene un tiempo de floración que comienza a partir del 9 de abril con el 10% de floración, para el 18 de abril tiene una floración completa (80%), y para el 21 de abril tiene un 90% de caída de pétalos.
'Maru' tiene una talla de fruto de pequeño a medio, de forma redondeado acordonado; epidermis tiene una piel firme con un color rojo opaco, con pruina medianamente gruesa, sutura poco profunda, y ápice puntiagudo, cavidad medianamente poco profunda, abruptamente redondeada; pulpa de color amarillo intenso, textura tierna y fundente, y sabor dulce junto a la piel, pero ligeramente astringente cerca del hueso, mala calidad.
Hueso adherida, de tamaño pequeño, ovalada o redondeada, turgente, con superficies ásperas.
Su tiempo de recogida de cosecha se inicia en su maduración de segunda decena de julio.

## Usos
Las ciruelas 'Maru' son buenas en fresco para comer directamente del árbol, de no muy  buena calidad, también son buenas en postres de cocina como tartas y pasteles, y se  utilizan comúnmente para hacer conservas y mermeladas.